# Fstab
fstab (anglicky file systems table, tabulka systémů souborů, /etc/fstab) je v informatice název souboru zapsaný ve formě prostého textu, který v unixových systémech definuje seznam všech připojovaných diskových oddílů a místo jejich připojení do souborového systému.

## Použití
Soubor /etc/fstab je používán převážně pro čtení. Program mount podle něj při startu systému připojí všechny označené oddíly (mount -a). Pokud nedostane příkaz mount všechny potřebné informace, pokusí se je doplnit podle záznamů v souboru /etc/fstab. Soubor využívají i další programy, jako například fsck, mkinitrd apod. Aktuální stav připojených souborových systémů je zapisován do souboru /etc/mtab, v Linuxu zveřejňuje jádro informace též v souboru /proc/mounts. Soubor může mít i jiné názvy v závislosti na variantě unixového systému. Například v systému Solaris se jmenuje /etc/vfstab.
Soubor je upravován administrátorem systému pomocí textového editoru nebo specializovaného nástroje. Ve starších systémech byl soubor automaticky modifikován při připojení hot swap zařízení). Dnes je tato metoda nahrazena systémem udev.

## Formát souboru
Příklad souboru /etc/mtab v systému Red Hat Linux čí Fedora:
```
LABEL
=
/
 
/
 
ext3
 
defaults
 
1
 
1

LABEL
=
Home
 
/home
 
ext3
 
usrquota,nosuid,nodev,acl
 
1
 
2

none
 
/dev/pts
 
devpts
 
gid
=
5
,mode
=
620
 
0
 
0

none
 
/proc
 
proc
 
defaults
 
0
 
0

none
 
/dev/shm
 
tmpfs
 
defaults
 
0
 
0

/dev/hda6
 
swap
 
swap
 
defaults
 
0
 
0

# další oddíly pro Windows

/dev/hda1
 
/mnt/WinXP
 
ntfs
 
ro,defaults
 
0
 
0

/dev/hda7
 
/mnt/shared
 
vfat
 
umask
=
000
 
0
 
0

# výměnné disky

/dev/cdrom
 
/mnt/cdrom
 
udf,iso9660
 
noauto,owner,kudzu,ro
 
0
 
0

/dev/fd0
 
/mnt/floppy
 
auto
 
noauto,owner,kudzu
 
0
 
0

```

### Význam sloupců
1. speciální soubor diskového oddílu nebo název zařízení (LABEL, UUID)
2. kam do souborového systému se přidá dané zařízení nebo oddíl
3. typ souborového systému nebo způsob, jak interpretovat souborový systém
  - ext2, ext3 nebo ext4
  - swap
  - fat – systém aplikovaný ve windows systémech DOS
  - vfat – FAT s podporou dlouhých jmen z Windows 95
  - ntfs – používaný od windows NT
  - reiserfs
  - btrfs
  - iso9660 – používaný na CD nebo DVD
  - ostatní: coda, minix, msdos, proc, qnx4, ramfs, romfs, smbfs, usbfs, tmpfs, xenix, …
  - pokud se použije výraz auto, jádro se pokusí typ souborového systému samo detekovat
4. upřesňující volby (oddělené znakem ","), např.:
  - noauto (svazek se nepřipojí automaticky při startu)
  - users (práce se svazkem i pro běžné uživatele)
  - noexec (znemožnění spouštět soubory na tomto médiu)
  - umask (nastavení práv u souborů)
  - ro (read only – pouze ke čtení)
  - rw (read write – čtení i zápis)
5. zálohování souborů (programem dump)
6. pořadí, v jakém nástroj fsck kontroluje oddíly (1 – kořenový systém souborů, 2 – všechny ostatní)

Pozn: hodnota 0 v některém z posledních dvou sloupců vypíná danou vlastnost.